# Касимова, Яна Александровна
Яна Александровна Касимова (род. 24 марта 1984 года) — российская пловчиха в ластах.

## Карьера
Победитель и призёр чемпионатов России, Европы и мира. Бронзовый призёр Всемирных игр 2009 года на дистанции 50 м. Неоднократный рекордсмен Европы и России. Заслуженный мастер спорта.